# 米爾巴赫河 (魯爾河支流)
50°40′15.11″N 6°28′40.17″E / 50.6708639°N 6.4778250°E

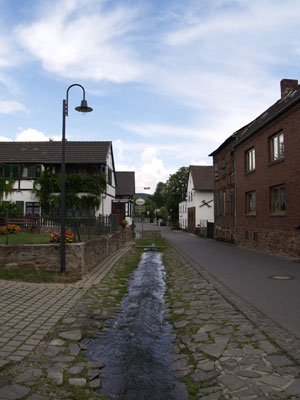
米爾巴赫河（魯爾河支流）

米爾巴赫河（德語：Mühlbach），是德國的河流，位於該國西部，處於北萊茵-威斯特法倫州，屬於魯爾河的支流，流經魯爾河的支流，河道全長1.3公里。